# ТЕС Таррагона (Iberdrola)
ТЕС Таррагона (Iberdrola) – теплова електростанція на північному сході Іспанії, яка була споруджена компанією Iberdrola через свою дочірню структуру Tarragona Power.
В 2004 році на майданчику станції ввели в дію парогазовий блок комбінованого циклу потужністю 424 МВт, в якому одна газова турбіна живить через котел-утилізатор одну парову турбіну. Котел-утилізатор має систему додаткового спалювання, що може забезпечувати до 70 МВт. 
Окрім виробництва електроенергії станція постачає пару споживачам оточуючої потужної індустріальної зони хімічного спрямування. Для виконання цього завдання вона має додатковий паровий котел продуктивністю 150 тонн пари на годину. 
Як паливо станція використовує природний газ, що надходить по трубопроводу Барселона – Тівісса.
Видалення продуктів згоряння котла-утилізатора відбувається через димар заввишки 70 метрів (завдяки його розташуванню висота викидів досягає 91 метра). Допоміжний котел отримав димар заввишки 30 метрів (фактична висота викидів 51 метр).
Видача продукції відбувається під напругою 220 кВ.
Можливо відзначити, що в той же період у тій же індустріальній зоні запустила свою парогазову ТЕС Таррагона компанія Endesa.